# Crónica de Rémezov
La Crónica de Remezov (ruso: Ремезовская летопись) es una de las Crónicas siberianas compiladas por historiador ruso Semión Remezov a finales del siglo XVII. Trata sobre la campaña de Yermak Timoféyevich en Siberia. Contiene una parte de la crónica Kungur.